# Spiros A. Arjiros
Spiros A. Argyros (gr. Σπύρος Α. Αργυρός, Spýros A. Argyrós) – grecki matematyk zajmujący się teorią przestrzeni Banacha, profesor Politechniki Narodowej w Atenach. W 1977 doktoryzował się na Uniwersytecie w Atenach na podstawie pracy Isomorphic Embeddings of ℓ1(Г) in Classical Banach Spaces, napisanej pod kierunkiem Steliosa Negrepondisa.
Spiros Arjiros i Richard Haydon jako pierwsi podali przykład przestrzeni Banacha E z bazą Schaudera o tej własności, że przestrzeń sprzężona {\displaystyle E^{*}} jest izomorficzna z ℓ1 oraz każdy operator ograniczony {\displaystyle T\colon E\to E} jest postaci {\displaystyle T=cI+K,} gdzie {\displaystyle c} jest pewnym skalarem, a {\displaystyle K} jest operatorem zwartym na {\displaystyle E.}